# تایرونا

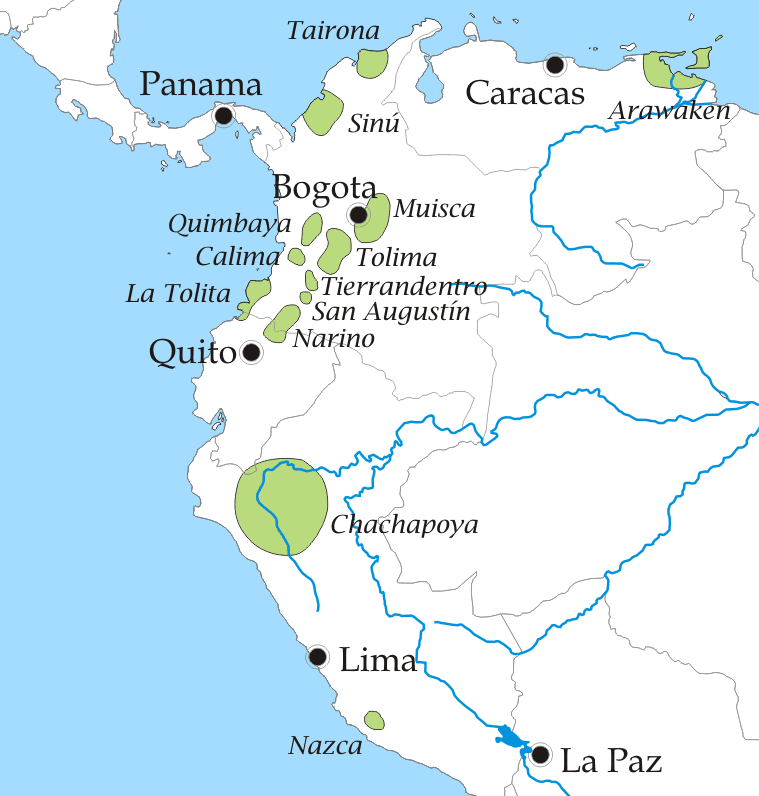
نقشه ای که فرهنگ‌های باستانی پیشاکلمبی را در شمال آمریکای جنوبی نشان می‌دهد

تایرونا یک فرهنگ پیشاکلمبی در کلمبیای امروزی بود که شامل گروهی از خان‌سالاری‌ها در منطقه سیرا نوادا د سانتا مارتا در دپارتمان سزار، ماگدالنا و لاگواجیرا امروزی در کلمبیای آمریکای جنوبی بودند که حداقل قرن اول پس از میلاد برمی‌گردند و رشد جمعیتی قابل توجهی در حدود قرن یازدهم میلادی داشتند.
مردم تایرونا یکی از دو گروه اصلی زبانی خانواده چیبچان را تشکیل دادند؛ گروه دیگر موئیسکا بود. شواهد ژنتیکی و باستان‌شناسی نشان می‌دهد که سکونت نسبتاً متراکم این منطقه حداقل ۲۰۰ سال قبل از میلاد مسیح مرسوم بوده است. داده‌هایی که توسط لویزا فرناندا هررا در سال ۱۹۸۰ کشف شد، نشان می‌دهد که جنگل‌زدایی قابل‌توجه و استفاده از گونه‌هایی مانند یوکا و ذرت احتمالاً از ۱۲۰۰ سال قبل از میلاد مسیح رخ داده. با این حال، اشغال سواحل کارائیب کلمبیا توسط جمعیت‌های بی‌تحرک یا نیمه‌تحرکی، مستند شده است که تا سال ۴۰۰۰ قبل از میلاد رخ داده است.
داده‌های قومی تاریخی نشان می‌دهد که تماس اولیه با اسپانیایی‌ها توسط تایرونا به تسامح انجام پذیرفت؛ اما در سال ۱۶۰۰ پس از میلاد، رویارویی‌ها متشنج شد و بخش کوچکی از جمعیت تایرونا به مناطق بالاتر سیرا نوادا د سانتا مارتا نقل مکان کردند. این حرکت به آنها اجازه داد تا از بدترین سیستم استعماری اسپانیا در طول قرن‌های ۱۷ و ۱۸ میلادی بگریزند. اعتقاد بر این است که مردم بومی با اسامی Kogi , Wiwa , Arhuacos (Ijka, Ifca) و Kankuamo که امروزه در این منطقه زندگی می‌کنند، نوادگان مستقیم تایرونا هستند.

## وجه تسمیه
شباهت‌های ریشه‌شناختی کلمه تایرونا در چهار گروه اصلی زبانی سیرا نوادا د سانتا مارتا وجود دارد: در سانکا به نام Teiruna، در زبان کانکوآمو Teijua یا Tairuna، و در ایخکا، Teruna، به معنی «نر» یا «پسران جگوار» تلفظ می‌شود.
اگرچه تایرونا ممکن است نامی نادرست برای مردمی باشد که در طول تماس با امپراتوری اسپانیا در این منطقه سکونت داشتند، اما به رایج‌ترین نام برای شبکه سلسله مراتبی از روستاها تبدیل شده است که در حدود سال ۹۰۰ میلادی توسعه یافته است. در ابتدا از آن برای اشاره به ساکنان یک دره و احتمالاً یک فرمانروایی به نام تایرو در دامنه شمالی سیرا نوادا د سانتا مارتا استفاده می‌شد. اما در قرن شانزدهم، اسپانیایی‌ها از آن برای کل گروهی از خان‌سالاران این منطقه استفاده کردند. گروه‌های شمال و غرب سیرا نوادا تا حد زیادی برای اسپانیایی‌ها غیرقابل تشخیص بودند و در دوران مدرن‌تر برای باستان‌شناسان غیرقابل تشخیص ماندند.